# Доленє Полє
Доленє Полє (словен. Dolenje Polje) — поселення в общині Доленьське Топлице, регіон Південно-Східна Словенія, Словенія. Висота над рівнем моря: 312,1 м.